# 捷西
49°28′3″N 27°46′46″E / 49.46750°N 27.77944°E
捷西（烏克蘭語：Теси），是烏克蘭的村落，位於該國西南部文尼察州，由文尼察區負責管轄，始建於1790年，面積0.14平方公里，海拔高度272米，2001年人口353，人口密度每平方公里2,451.39人。